# 10279 Rhiannonblaauw
10279 Rhiannonblaauw este o planetă minoră (asteroid) din centura de asteroizi. A fost descoperită pe 2 martie 1981 la Observatorul Siding Spring de Schelte J. Bus și a fost numită după Rhiannon Blaauw Erskine⁠(d). 
Obiectul prezintă o orbită caracterizată de o semiaxă mare de 2,3787326 UAi, o excentricitate de 0,21, o înclinație de 1,81007 ° în raport cu ecliptica.